# Curtis Paper Mill

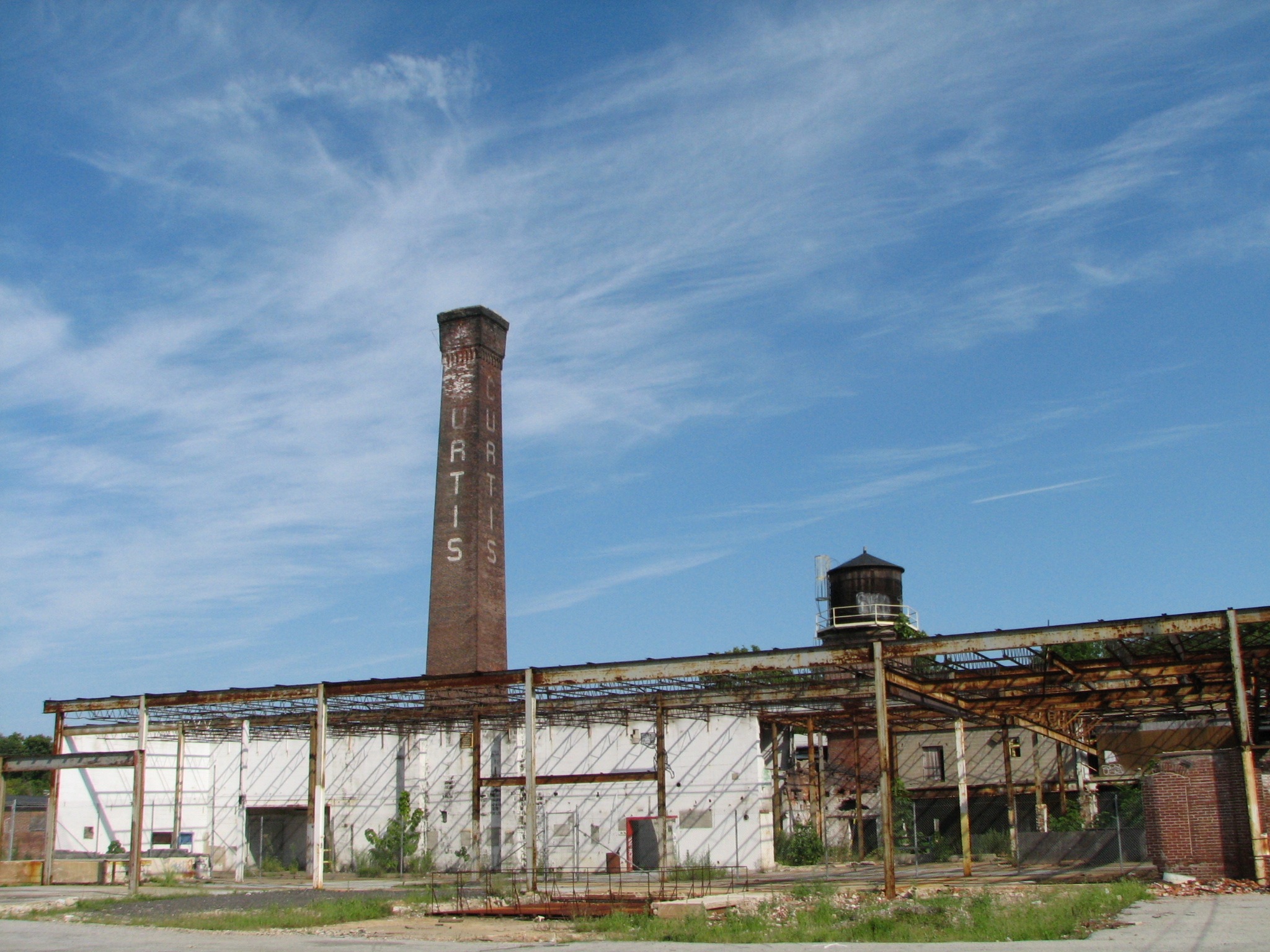
La Curtis Paper Mill

La Curtis Paper Mill (aussi connue sous le nom de Nonantum Mill) est une usine située à côté de la White Clay Creek, à Newark, dans le Delaware, aux États-Unis. Bien qu’une fabrique de papier ait existé depuis le XVIIIe siècle, les structures présentes aujourd’hui furent construites en 1870. Les frères Curtis achetèrent l’usine en 1848.
La fabrique se distingua en produisant du papier sur lequel les traités signant la fin de la Seconde Guerre mondiale furent imprimés.
La James River Corporation acheta l’usine, mais la ferma en 1997 dans une opération de consolidation.
Malgré l’arrêt de la production, certains éléments de l’usine sont toujours utilisés. Les mares de décantation, utilisées pour retirer la pollution de l’eau avant de la reverser dans la proche rivière White Clay, sont aujourd’hui la propriété de la ville de Newark. Elles sont maintenant utilisées comme station d’épuration.
De la même façon, le canal de l’usine amenant de l’eau pour le papier apporte aujourd’hui de l’eau pour la station.